# Torre Astura
Pour les articles homonymes, voir Astura.
Torre Astura est une tour côtière fortifiée et un îlot du Latium, érigée sur le territoire de la ville de Nettuno, dans la province de Rome, à une douzaine de kilomètres au sud-est de la ville de Nettuno. 
La tour, construite sur les murs d'un palais de l'Empire romain, est de forme pentagonale.
Le Livre des fêtes et des conquêtes de la principauté du Moréa (ou Chronique de Morée) dit qu'après la bataille de Tagliacozzo, Conradín de Hohenstaufen se rendit à Torre Astura.